# Nanomysis philippinensis
Nanomysis philippinensis is een aasgarnalensoort uit de familie van de Mysidae. De wetenschappelijke naam van de soort is voor het eerst geldig gepubliceerd in 1997 door Murano.